# Danuta Wolska
Danuta Wolska – polska pedagog, dr hab. nauk społecznych, profesor nadzwyczajny Instytutu Pedagogiki Specjalnej Wydziału Pedagogicznego Uniwersytetu Pedagogicznego im. KEN w Krakowie.

## Życiorys
W 1984 ukończyła studia w zakresie pedagogiki specjalnej w Wyższej Szkole Pedagogicznej im. Komisji Edukacji Narodowej w Krakowie, natomiast 19 czerwca 1998 obroniła pracę doktorską Indywidualne i środowiskowe uwarunkowania, przystosowania emocjonalno – społecznego osób dorosłych upośledzonych umysłowo w stopniu umiarkowanym, otrzymując doktorat, a 7 czerwca 2016 habilitowała się na podstawie oceny dorobku naukowego i pracy zatytułowanej Umiejętności życiowe jako wyznacznik aktywizacji zawodowej dorosłych z głębszą niepełnosprawnością intelektualną.
Została zatrudniona na stanowisku adiunkta w Katedrze Pedagogiki Specjalnej na Wydziale Pedagogicznym Uniwersytetu Pedagogicznego im. KEN w Krakowie, a potem otrzymała nominację na profesora nadzwyczajnego Instytutu Pedagogiki Specjalnej Wydziału Pedagogicznego Uniwersytetu Pedagogicznego im. KEN w Krakowie.

## Publikacje
- 2006: Projekt badawczy KEGA[1]
- 2006: Niepełnosprawność intelektualna[1]